# Giuseppe Puccianti
Giuseppe Puccianti, conosciuto anche con lo pseudonimo Beppe di Banchi (Pisa, 13 giugno 1830 – Marina di Pisa, 1º ottobre 1913), è stato uno scrittore e poeta italiano.

## Biografia
Nato a Pisa nel 1830, dopo la laurea in lettere all'Università di Pisa, divenne insegnante e poi preside nelle scuole secondarie.
Poeta di accenti classicisti, pur non facendo parte degli amici pedanti, Giuseppe Puccianti fu inizialmente vicino al gruppo di letterati fiorentini che, critico verso il romanticismo, si raccolse intorno a Carducci.
Si avvicinò poi al Manzoni, alle esperienze letterarie di oltralpe e alla poetica di Giovanni Prati.
La sua produzione letteraria comprende raccolte di versi (Liriche, 1871; Versi, 1873), antologie e critiche letterarie (Antologia della prosa italiana moderna, 1871; Antologia della poesia italiana moderna, 1872). Scrisse sulla questione della lingua aderendo alle posizioni manzoniane (Della unità di lingua in Italia, 1868) e sull'opera di Dante (Studi danteschi, 1911).
Accademico della Crusca, fu anche poeta in dialetto pisano e in tale veste collaborò con il giornale cittadino «Il ponte di Pisa», firmandosi con lo pseudonimo Beppe di Banchi.

## Opere
- Rime di Giosuè Carducci, estr. dall'«Araldo di Lucca», n. 32, Lucca, Tipografia Landi, 1857.
- Delle similitudini dantesche e di una lezione del divino poema dichiarata barbara dal Biagioli. Lettera all'amico dott. Amedeo Panicucci, Lucca, Tipografia Landi, 1857.
- Della necessità di volgere lo studio delle lettere a oggetto civile. Discorso letto dal dott. Giuseppe Puccianti il dì 4 decembre 1859 nella solenne apertura del R. Liceo di Pisa, Pisa, Tipografia Nistri, 1859.
- Introduzione allo studio della letteratura. Lezioni, Firenze, tipi di M. Cellini e C., 1862.
- Della unità di lingua in Italia. Pensieri, Pisa, Tipografia Nistri, 1868.
- Liriche, Pisa, Tipografia Nistri, 1871.
- Antologia della prosa italiana moderna compilata e corredata di note da Giuseppe Puccianti, Firenze, Successori Le Monnier, 1871.
- Antologia della poesia italiana moderna compilata e corredata di note da Giuseppe Puccianti, Firenze, Successori Le Monnier, 1872.
- Versi, Firenze, Successori Le Monnier, 1873; Seconda edizione rifatta e notevolmente accresciuta, 1878.
- La donna nella Vita Nuova di Dante e nel Canzoniere del Petrarca, Pisa, Tipografia Nistri, 1874.
- Sentire e meditare. Pensieri e giudizi di moderni scrittori italiani raccolti e annotati dal professore Giuseppe Puccianti, Firenze, F. Paggi, 1884.
- Novellette toscane in versi ed Epigrammi, Verona, Donato Tedeschi e figlio, 1890.
- Dagli Evangeli. Antologia, Firenze, Successori Le Monnier, 1909.
- Saggi danteschi, Città di Castello, Casa Editrice S. Lapi, 1911.

### Opere digitalizzate, disponibili in rete
Nella biblioteca digitale non profit "Internet Archive", sono disponibili alcune opere di Puccianti in vari formati digitali (ePub, pdf, ecc.). Tra cui:
- Della unità della lingua in Italia. Pensieri di Giuseppe Puccianti, 1868.
- Liriche, 1871.
- Antologia della prosa italiana moderna, 1871.
- Antologia della poesia italiana moderna, 1872.
- Saggi danteschi, 1911.